# Tu chính án thứ 25 Hiến pháp Hoa Kỳ
Tu chính án 25 (tiếng Anh: Amendment XXV) của Hiến pháp Hoa Kỳ quy định các vấn đề liên quan đến sự kế nhiệm và tình huống không đủ khả năng lãnh đạo của tổng thống. Tu chính án này quy định rõ rằng phó tổng thống trở thành tổng thống (trái ngược với quyền tổng thống) nếu tổng thống qua đời, từ chức hoặc bị cách chức, và nó thiết lập các thủ tục để lấp chỗ trống chức vụ phó tổng thống và để ứng phó với những bất khả năng lãnh đạo của tổng thống. Tu chính án này đã được đệ trình cho các tiểu bang vào ngày 6 tháng 7 năm 1965, bởi Quốc hội lần thứ 89 và được thông qua vào ngày 10 tháng 2 năm 1967, trong Quốc hội lần thứ 90, ngày đó số lượng cần thiết (38) các bang riêng lẻ đã phê chuẩn sửa đổi.

## Toàn văn và hiệu lực
Điều II, Khoản 1 của Hiến pháp quy định:
Trong trường hợp Tổng thống bị cách chức hoặc tạ thế, từ chức, hoặc không đủ năng lực thực thi quyền lực và nhiệm vụ của chức vụ này, mọi quyền lực và nhiệm vụ Tổng thống sẽ được chuyển giao cho Phó Tổng thống.  ...

Quy định này là không rõ ràng về việc, trong các trường hợp được liệt kê, phó tổng thống có trở thành tổng thống hay chỉ đơn thuần đảm nhận "quyền hạn và nhiệm vụ" của tổng thống. Nó cũng không xác định được điều gì tạo nên không đủ năng lực hoặc cách giải quyết các câu hỏi liên quan đến sự không có khả năng.
Tu chính án 25 đã quy định rõ hơn những điều chưa rõ ràng này.

### Khoản 4
Sau đó, khi Tổng thống chuyển lên quyền Chủ tịch của Thượng viện và Chủ tịch Hạ viện văn bản tuyên bố về năng lực của mình, Tổng thống có thể tiếp tục thực thi quyền lực và nhiệm vụ với điều kiện trong vòng 4 ngày Phó Tổng thống và đa số các quan chức chủ yếu của cơ quan hành pháp hay cơ quan tương đương mà Quốc hội đã qui định chuyển đến Chủ tịch lâm thời của Thượng viện và Chủ tịch Hạ viện văn bản tuyên bố về việc Tổng thống có đủ năng lực thực thi quyền lực và trách nhiệm của mình.
"Các quan chức chủ yếu của cơ quan hành pháp" là 15 thành viên nội các được liệt kê trong Bộ luật Hoa Kỳ tại 5 U.S.C. § 101 (với các quan chức tính đến thời điểm 7 tháng 1 năm 2021):
- Ngoại trưởng (Mike Pompeo)
- Bộ trưởng Ngân khố (Steve Mnuchin)
- Bộ trưởng Quốc phòng (ghế trống; Christopher C. Miller quyền bộ trưởng)
- Tổng chưởng lý (bỏ trống; Jeff Rosen quyền bộ trưởng)
- Bộ trưởng Bộ Nội vụ (David Bernhardt)
- Bộ trưởng Nông nghiệp (Sonny Perdue)
- Bộ trưởng Thương mại (Wilbur Ross)
- Bộ trưởng Lao động (Eugene Scalia)
- Bộ trưởng Y tế và Dịch vụ Nhân sinh (Alex Azar)
- Bộ trưởng Phát triển Nhà ở và Đô thị (Ben Carson)
- Bộ trưởng Giao thông Vận tải (Elaine Chao, từ chức kể từ ngày 11 tháng 1  ; Steven Bradbury quyền bộ trưởng)[6]
- Bộ trưởng Năng lượng (Dan Brouillette)
- Bộ trưởng Bộ Giáo dục (bỏ trống; Mick Zais quyền bộ trưởng)
- Bộ trưởng Bộ Cựu chiến binh (Robert Wilkie)
- Bộ trưởng Bộ An ninh Nội địa (bỏ trống; Chad Wolf quyền bộ trưởng)

Quyền bộ trưởng có thể tham gia phát hành tuyên bố.:13
Sự tham gia của phó tổng thống là nhất thiết, và vị trí phó chủ tịch sẽ loại trừ việc viện dẫn Phần 4.:121
Nếu một tổng thống sau đó bị đưa ra một tuyên bố tuyên bố là vẫn có năng lực, thì khoảng thời gian bốn ngày bắt đầu trong đó phó tổng thống vẫn giữ tổng thống tạm quyền.:118-9